# Тіна (Каґосіма)

Тіна (яп. 知名町, ちなちょう, тіна　тьо) — містечко в Японії, у південній частині префектури Каґосіма, західній частині острова Окіноерабу з островів Рюкю.